# Prínia estriada
La prínia estriada (Prinia crinigera) és una espècie d'ocell passeriforme del gènere prinia que pertany a la família Cisticolidae. Antigament estava agrupat amb la prínia ratllada (P. striata).

## Distribució
Es troba al subcontinent indi i parts de la Xina, amb la seva distribució generalment seguint l'Himàlaia. Es distribueix per l'Afganistan, el Pakistan, l'Índia, Bhutan, Nepal i la província de Yunnan a la Xina. Ara es considera que les poblacions de Myanmar, la major part de la Xina i Taiwan pertanyen a P. striata després d'un estudi del 2019. Tots dos P. crinigera i P. striata són simpàtrics a la província de Yunnan.

## Subespècies
Hi ha quatre subespècies conegudes:
- P. c. striàtula, que es coneix a les muntanyes de l'Afganistan i l'oest del Pakistan.
- P. c. crinigera, que es distribueix des del nord del Pakistan fins a Arunachal Pradesh al nord-est de l'Índia.
- P. c. yunnanensis, que es limita a la província de Yunnan al nord-oest a la Xina.
- P. c. Bangsi al sud-est de la província de Yunnan. P. c. Bangsi es considerava anteriorment una subespècie de la prínia bruna (abans Prínia marró) fins a l'estudi del 2019.